# Giải Mai Vàng 2016
Lễ trao giải Mai Vàng lần thứ 22–2016 do báo Người lao động tổ chức đã diễn ra tại Nhà hát Thành phố Hồ Chí Minh vào lúc 20 giờ (UTC+7) ngày 20 tháng 1 năm 2017. Chương trình được dẫn bởi MC Đức Bảo và á hậu Thuý Vân, và được truyền hình trực tiếp trên kênh HTV.

## Giải thưởng và đề cử
(Đề cử đoạt giải được in đậm)
| Nam ca sĩ nhạc nhẹ | Nữ ca sĩ nhạc nhẹ |
| --- | --- |
| - Noo Phước Thịnh – "Tôi là một ngôi sao" - Ngô Kiến Huy – "Mình yêu từ bao giờ" - Isaac – "I know you know" - Bùi Anh Tuấn – "Mãi mãi là của nhau" - Sơn Tùng M-TP – "Chúng ta không thuộc về nhau"                                           | - Vũ Cát Tường – "Mơ" - Khởi My – "Đến bao giờ" - Hồ Ngọc Hà – "Chạy theo lý trí" - Đông Nhi – "Trách ai bây giờ" - Bảo Thy – "Quay lưng đi”                                                                                                |
| Top 10 nghệ sĩ của năm | Ca khúc |
| \| - Hồ Văn Cường - Trường Giang - Ngô Kiến Huy - Việt Hương - Khởi My - Đông Nhi \| - Nguyễn Thiện Nhân - Nhã Phương - Noo Phước Thịnh - Vũ Cát Tường \|                                                                                      | - Vũ Cát Tường – "Mơ" - Minh Vy – "Mẹ hiền của tôi" |
| Ca sĩ dòng nhạc âm hưởng dân ca và truyền thống cách mạng | Nhóm hát |
| - Hồ Văn Cường – "Còn thương rau đắng mọc sau hè" - Phương Mỹ Chi – "Chờ người" - Trịnh Nhật Minh – "Tình ca" - Nguyễn Thiện Nhân – "Mẹ hiền của tôi"                                                                                          | - Uni5 – "Khóc bằng nụ cười" - Lip B – "Số nhọ" - Monstar – "Baby baby" |
| Nam diễn viên điện ảnh – truyền hình | Nữ diễn viên điện ảnh – truyền hình |
| - Trường Giang – Taxi, em tên gì? (vai Thượng Phong) - Quý Bình – Bao giờ có yêu nhau (vai Huy) - Ngô Kiến Huy – Tía tui là cao thủ (vai Vũ) - Isaac – Tấm Cám: Chuyện chưa kể (vai Thái tử) - Trấn Thành – Bệnh viện ma (vai Huỳnh Văn Thành) | - Nhã Phương – Zippo, mù tạt và em (vai Lam) - Minh Hằng – Bao giờ có yêu nhau (vai Phương và Linh) - Quỳnh Lam – Hai người vợ (vai Trinh Trinh) - Ninh Dương Lan Ngọc – Tấm Cám: Chuyện chưa kể (vai Cám) - Vân Trang – Dòng nhớ (vai Thà) |
| Nam diễn viên sân khấu | Nữ diễn viên sân khấu |
| - Trường Giang – Liveshow “Chàng hề xứ Quảng” (vai ông già) - Tuấn Dũng – Xóm trọ 3D (vai Tú) - Kim Tử Long – Ba thế hệ về lại cội nguồn (vai Bạch Hải Đường) - Thành Lộc – Tấm Cám (vai Cám)                                                  | - Diệu Nhi – Ma nữ si tình (vai Thảo) - Hồng Ánh – Giờ của quỷ (vai Xuân) - Thanh Ngân – Cõi thiêng (vai Út Ngân) - Tuyết Thu – Bao giờ sông cạn (vai Mai) - Bình Tinh – Bão táp Nguyên Phong (vai Huyền Nga)                               |
| Người dẫn chương trình truyền hình | Diễn viên hài |
| - Trường Giang – Thiên đường ẩm thực - Ngô Kiến Huy – Thách thức danh hài - Trấn Thành – Người bí ẩn | - Trường Giang – Liveshow Chàng hề xứ Quảng - Việt Hương – Hương Show - Hoài Linh – Hương Show - Trấn Thành – Cười để nhớ |
| Phim điện ảnh – truyền hình | Chương trình truyền hình |
| - Zippo, mù tạt và em (truyền hình) - Bao giờ có yêu nhau (điện ảnh) - Hai người vợ (truyền hình) - Nắng (Điện ảnh) - Tấm Cám: Chuyện chưa kể (điện ảnh)                                                                                       | - Sao nối ngôi (THVL) - Người bí ẩn (HTV7) - Tìm kiếm tài năng Việt (VTV3) |
| Vở diễn sân khấu | |
| - Tấm Cám (Nhóm Buffalo) - Cõi thiêng ̣̣(Sân khấu Sen Việt) - Lan và Điệp (Sân khấu xã hội hóa nhóm Nghệ sĩ Vũ Linh) - Rau răm ở lại (Sân khấu Hoàng Thái Thanh) - Trung thần (Hội Sân khấu TP HCM)                                              | |
| - Hồ Văn Cường - Trường Giang - Ngô Kiến Huy - Việt Hương - Khởi My - Đông Nhi | - Nguyễn Thiện Nhân - Nhã Phương - Noo Phước Thịnh - Vũ Cát Tường |

## Khách mời trao giải
| Thứ tự | Khách mời                      | Giải thưởng                                               |
| ------ | ------------------------------ | --------------------------------------------------------- |
| 1      | NSND Kim Xuân, NSƯT Lê Thuỵ    | Nam/Nữ diễn viên sân khấu                                 |
| 2      | Quốc Thảo, Việt Hương          | Diễn viên hài                                             |
| 3      | NSƯT Công Ninh, NSƯT Tuyết Thu | Nam/Nữ diễn viên điện ảnh – truyền hình                   |
| 4      | Quyền Linh, Quỳnh Hương        | Người dẫn chương trình truyền hình                        |
| 5      | Quang Linh, NSƯT Thanh Thuý    | Ca sĩ dòng nhạc âm hưởng dân ca và truyền thống cách mạng |
| 6      | Nhóm 5 Dòng Kẻ                 | Nhóm hát                                                  |
| 7      | Đức Trí, Hồ Quỳnh Hương        | Nam/Nữ ca sĩ nhạc nhẹ                                     |

## Trình diễn đặc biệt
| Thứ tự | Nghệ sĩ                                                                             | Màn trình diễn                                                                                        |
| ------ | ----------------------------------------------------------------------------------- | --- |
| 1      | Saigon Ladies                                                                       | "Xuân và tuổi trẻ" (Sáng tác: La Hồi)                                                                 |
| 2      | Võ Hạ Trâm                                                                          | "Cháy" (Sáng tác: Lương Bằng Quang)                                                                   |
| 3      | Bình Tinh, Thanh Sơn, Chi Bảo, Hoàng Đăng Khoa, Minh Hoà, Trường Lộc, Xuân Trúc     | "Bão táp nguyên phong" (Tác giả: Dương Linh, Huỳnh Minh Nhi Chuyển thể: NSND Thanh Tòng - Thanh Bạch) |
| 4      | Noo Phước Thịnh                                                                     | "Tôi là một ngôi sao" (Sáng tác: Nguyễn Hải Phong)                                                    |
| 5      | Phương Thuý, Như Ngọc, Hoàng Tú, Công Lâm, Thanh Minh, Đào Mác, Trúc Lai, Bích Ngọc | "Trèo lên đỉnh núi thiên thai - Hò nện - Lý trái mướp" (Biên soạn Acapella: Kim Quang)                |
| 6      | NSƯT Thanh Thuý                                                                     | "Lúng la lúng liếng xuân" (Sáng tác: Vũ Quốc Việt)                                                    |
| 7      | Hồ Quỳnh Hương                                                                      | "Ánh sáng thiên thần" (Sáng tác: Hồ Quỳnh Hương)                                                      |
| 8      | Uni5 và LipB                                                                        | "Như hoa mùa xuân" (Sáng tác: Châu Đăng Khoa)                                                         |